# Mukscha Kytajhorodska
Mukscha Kytajhorodska (ukrainisch Мукша Китайгородська; russisch Мукша Китайгородская Mukscha Kitaigorodskaja; zwischen 1946 und 2016 Schowtnewe) ist ein Vorort von Kamjanez-Podilskyj im Süden der ukrainischen Oblast Chmelnyzkyj mit etwa 2700 Einwohnern (2018).
Das Dorf grenzt im Westen an die Stadt Kamjanez-Podilskyj, im Norden an das Dorf Kamjanka und im Osten an das Dorf Slobidka-Kultschijewezka (Слобідка-Кульчієвецька), zu dessen Landgemeinde es administrativ gehört.
Mukscha Kytajhorodska liegt im Zentrum des Rajon Kamjanez-Podilskyj am Ufer der Mukscha (Мукша), einem 54 km langen, linken Nebenfluss des  Dnister, 100 km südlich vom Oblastzentrum Chmelnyzkyj. Durch die Ortschaft verläuft die Territorialstraße T–23–17.

## Geschichte
Laut einer urkundlichen Erwähnung aus dem Jahr 1893 hatte das Dorf zu diesem Zeitpunkt 336 Einwohner. 1905 besaß das Dorf 416 und 1925 insgesamt 578 Einwohner. Bis zum 7. März 1946 hieß das Dorf Mukscha-Kytajhorodska und wurde dann vom  Präsidium des Obersten Sowjets der Ukrainischen SSR in Жовтневе Schowtnewe, bzw. russisch Жовтневое Schowtnewoje (von Жовтень/Schowten für „Oktober“) umbenannt. Am 19. Mai 2016 erhielt das Dorf, im Zuge der Dekommunisierung in der Ukraine, von der Werchowna Rada seinen alten Namen, allerdings ohne Bindestrich, zurück.
Am 14. August 2017 wurde das Dorf ein Teil der neugegründeten Landgemeinde Slobidka-Kultschijewezka, bis dahin war es ein Teil der Landratsgemeinde Slobidka-Kultschijewezka (Слобідсько-Кульчієвецька сільська рада/Slobidsko-Kultschijewezka silska rada) im Zentrum des Rajons Kamjanez-Podilskyj.